# Sistemi ettometrici di Spoleto

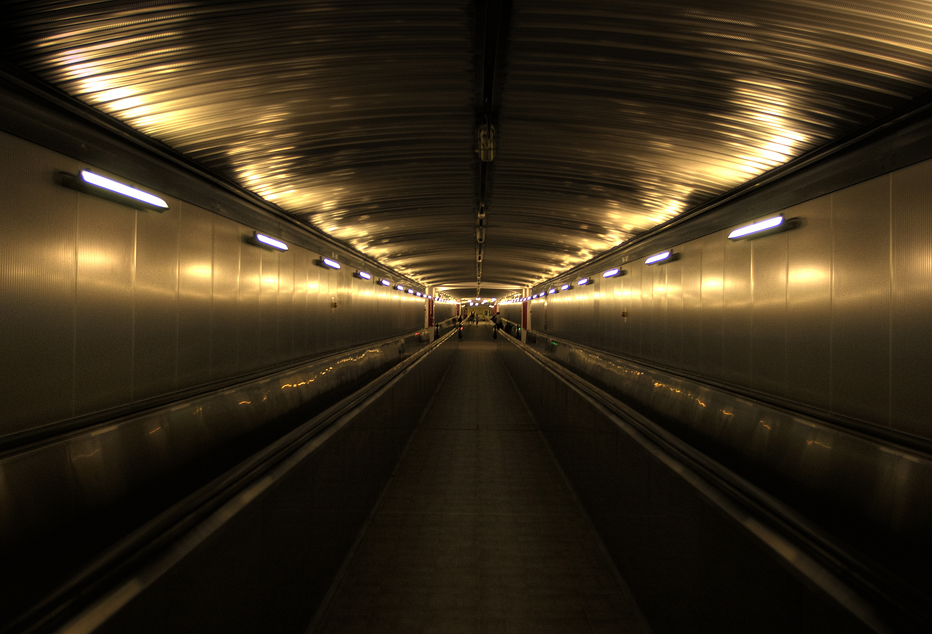
Mobilità alternativa - il percorso sotterraneo Spoletosfera-Teatro romano

I sistemi ettometrici di Spoleto sono un insieme di tre percorsi meccanizzati per agevolare l'accesso al centro storico ed, al contempo, liberarlo dalle automobili.
Il sistema viene anche chiamato progetto di Mobilità Alternativa, Spoleto città aperta all'uomo.
Tutti gli impianti sono gestiti da Busitalia.

## Ideazione
Il primo progetto preliminare di rendere il centro storico di Spoleto privo di auto, e quindi di pedonalizzare il suo nucleo storico artistico, è dell'architetto Kenzō Tange e risale al 1987; prevedeva percorsi meccanizzati su marciapiede mobile direttamente in superficie. Successivamente, furono proposti nuovi progetti.
L'ideazione del progetto poi realizzato, risale alla prima metà degli anni novanta, quando si iniziava a parlare di valorizzazione dei centri storici e di quali soluzioni adottare per risolvere l'annoso problema parcheggi; nel 1996, veniva approvato il progetto di mobilità alternativa "Spoleto città aperta all'uomo", volto alla chiusura del centro storico al traffico automobilistico ed al completo utilizzo del suo potenziale turistico.

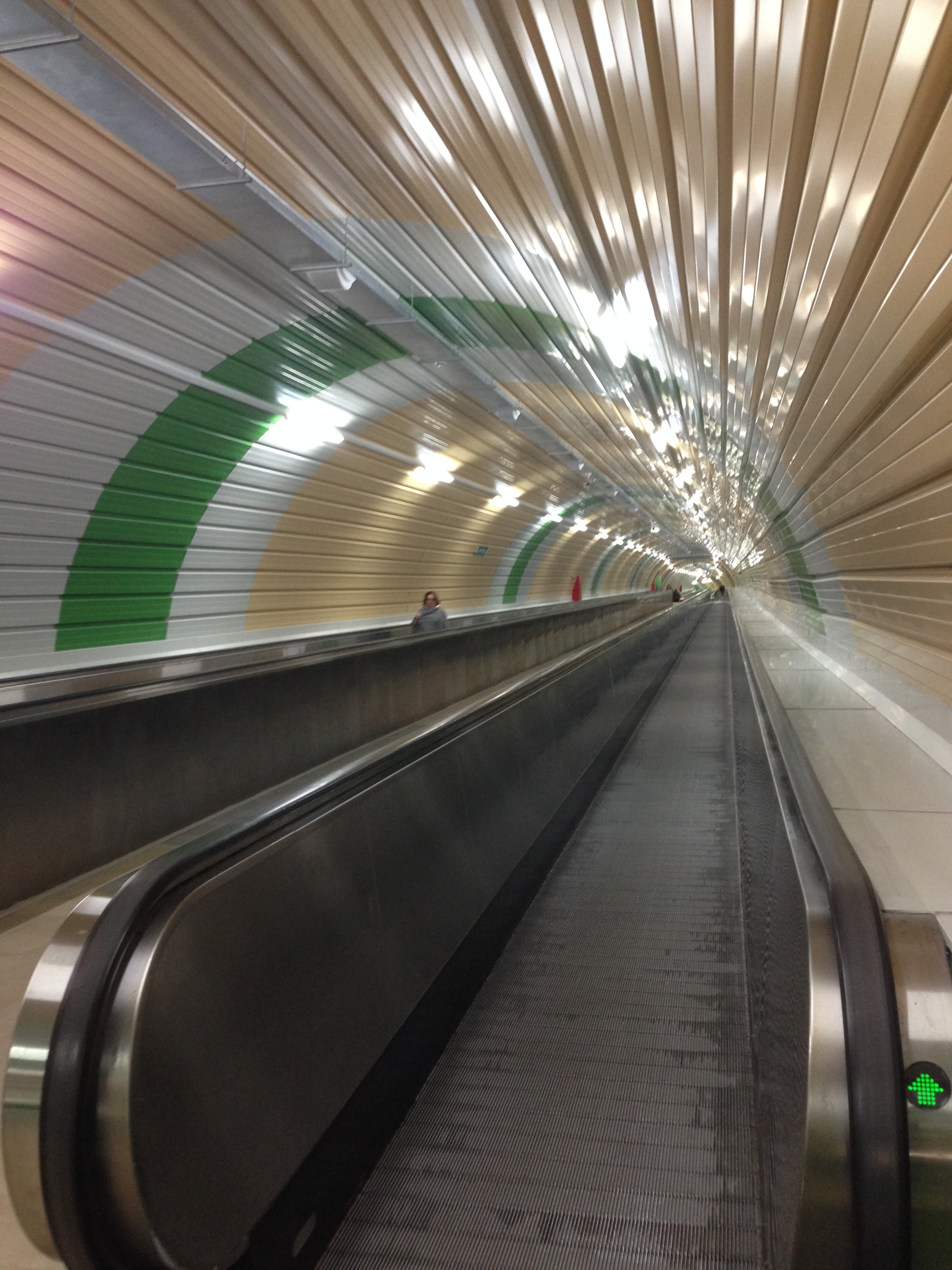
Percorso Posterna - Giro della Rocca

## Descrizione
Il progetto si articola in tre maxi-parcheggi posti ai margini del centro storico e tre relativi percorsi meccanizzati sotterranei (tappeti mobili ed ascensori) o superficiali (scale mobili) che trasportano residenti e turisti direttamente nel centro storico. Il progetto è stato concepito completamente privo di barriere architettoniche.
I tre percorsi sono stati realizzati per stralci successivi e quindi consegnati alla collettività in tempi diversi; il più complesso e più costoso, nonché il più ambizioso, è stato il primo stralcio, oggetto di ritardi nell'ultimazione dei lavori e di varianti in corso d'opera, prevalentemente dovute a rinvenimenti archeologici. Di seguito i tre percorsi in ordine di inaugurazione:

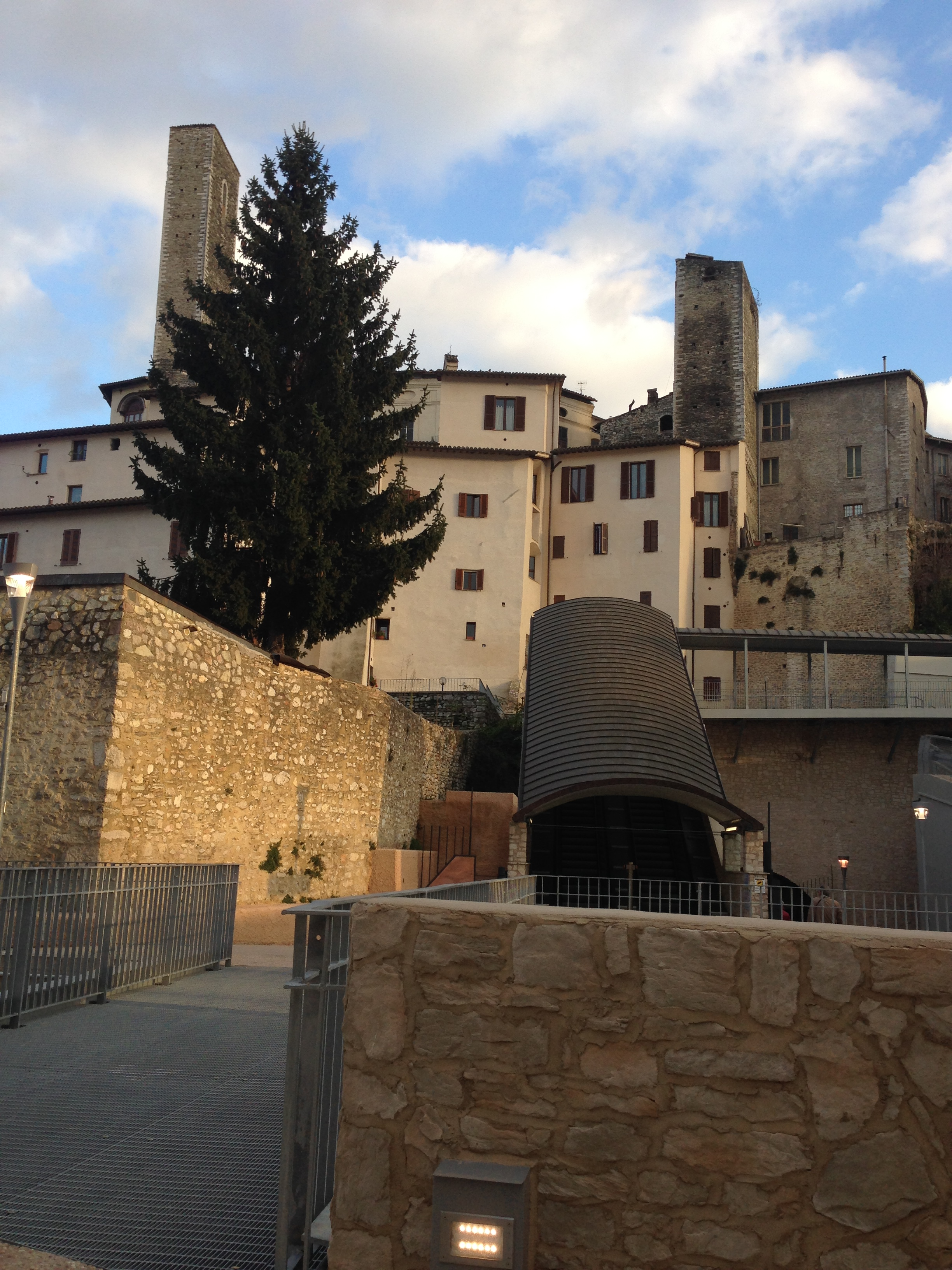
Scala mobile del parcheggio Posterna

2007 - Secondo stralcio: percorso Parcheggio "Spoletosfera" - Piazza della Libertà/Teatro Romano
Aperto al pubblico nel dicembre 2006 e reso completamente funzionante nel 2007, il parcheggio multipiano è stato realizzato completamente interrato al di sotto di una zona extra moenia adibita a verde cittadino; ospita 350 posti auto ed è collegato a piazza della Libertà (Teatro Romano) attraverso un lungo percorso meccanizzato di tappeti mobili sotterranei; l'infrastruttura prende il nome dall'opera Spoletosfera dell'artista R.B. Fuller che realizzò a Spoleto in occasione del Festival dei Due Mondi del 1967; per realizzare gli scavi propedeutici al parcheggio, la struttura fu smontata e, completate le opere in cemento armato, riposizionata al suo posto originario, ma al di sopra della hall di interscambio del percorso meccanizzato;
2010 - Terzo stralcio: percorso Parcheggio "Via del tiro a segno" - Duomo - Rocca Albornoziana
Il parcheggio, realizzato a cielo aperto, è ubicato nella zona bassa della città, al di sotto della SS3 Flaminia ed in prossimità della Basilica di San Salvatore; esso è riservato ad accogliere autobus e camper; è collegato a Piazza Duomo ed alla Rocca con un percorso meccanizzato di scale mobili realizzato in superficie a ridosso del tratto più scosceso e, quindi, anche meno frequentato delle mura urbiche cittadine; il percorso ha lo sbocco principale alla quota della strada panoramica "giro della Rocca", ma dà pure immediato accesso alla Rocca Albornoziana, permettendo di raggiungerla, dopo un breve tunnel pedonale, con tre ascensori; il percorso è stato inaugurato nel luglio 2010.
2014 - Primo stralcio: percorso Parcheggio "Posterna" - Piazza Campello
Aperto al pubblico nel dicembre 2014, l'opera costituisce l'arteria principale di tutto il progetto "mobilità alternativa" di Spoleto: il parcheggio impegna una grande area (in precedenza mai sfruttata) all'interno del perimetro delle mura medioevali, si articola su più livelli ed ospita 456 posti auto; dal piano inferiore di questo parcheggio, partono due percorsi meccanizzati distinti:
- primo percorso: costituito da una galleria sotterranea di oltre 600 m di lunghezza, in lieve pendenza ed a circa 25.00 m di profondità dalla quota di superficie esterna, il percorso connette il parcheggio al centro storico tramite due tappeti mobili (uno per ogni senso di marcia), convogliando gli utenti in 4 uscite/pozzi di risalita in cui trovano alloggio altrettante coppie di ascensori e scale di emergenza; le uscite sono:

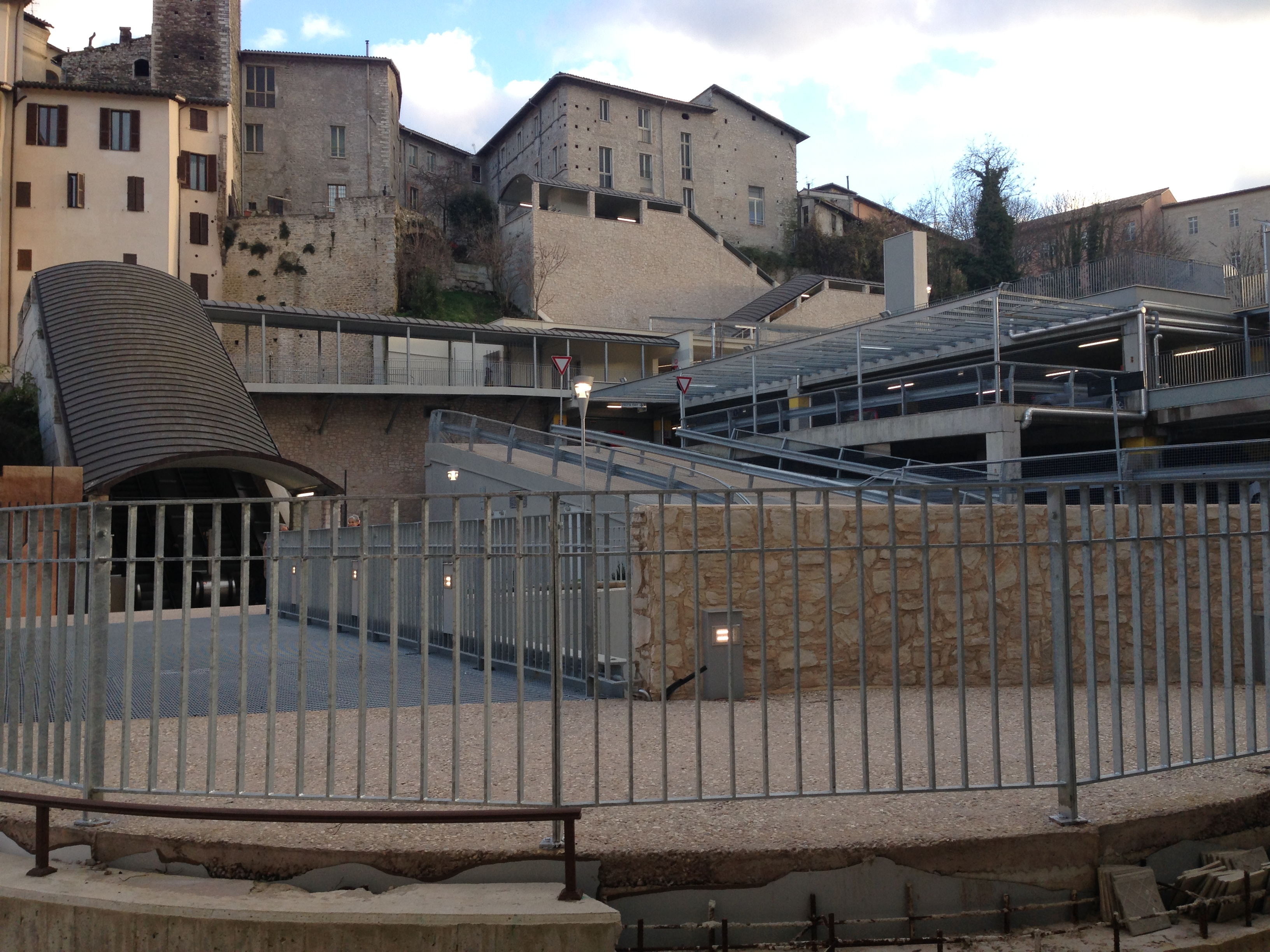
Scala mobile e tapis roulant del parcheggio Posterna

- - prima uscita: Teatro Nuovo "Gian Carlo Menotti" (uscita ultimata nel giugno 2016);
  - seconda uscita: Piazza Pianciani (sedi Istituti Bancari, Tribunale e Procura della Repubblica);
  - terza uscita: Via Saffi (Palazzo comunale, Curia Arcivescovile, sede Consorzio della Bonificazione Umbra, Uffici della Guardia di Finanza);
  - quarta ed ultima uscita: Piazza Campello (Rocca Albornoziana, Ponte delle Torri, Duomo, Uffici di pubblico interesse). La galleria attraversa il centro storico in diagonale e si sovrappone, per un tratto, a quello che in origine era il decumano massimo dell'urbanizzazione romana.
- secondo percorso: costituito da una serie di scale mobili, il percorso connette il parcheggio a piazza Moretti, ovvero alla zona della Torre dell'Olio e semplifica il raggiungimento del teatro e centro congressuale di San Nicolò e del Museo Carandente, Palazzo Collicola - Arti visive; il parcheggio ed il percorso meccanizzato sono stati inaugurati il 21 dicembre 2014.